# 555292 Bakels
555292 Bakels è un asteroide della fascia principale. Scoperto nel 2013, presenta un'orbita caratterizzata da un semiasse maggiore pari a 3,1278641 au e da un'eccentricità di 0,1024711, inclinata di 9,28762° rispetto all'eclittica.